# Crkva sv. Antuna Padovanskog u Matencima
Crkva sv. Antuna Padovanskog je rimokatolička crkva u mjestu Matenci, općini Donja Stubica zaštićeno kulturno dobro.

## Opis dobra
Crkva Svetog Antuna nalazi se na platou brijega, iznad naselja Matenci, povrh Donje Stubice. Podignuta je 1870. g. na mjestu starije zidane kapele iz 1669. g. Tlocrt crkve čine pravokutna lađa i poligonalno svetište s prigrađenom sakristijom. Unutrašnji prostor je polukružnim trijumfalnim lukom podijeljen na lađu svođenu češkim svodom s pojasnicama te nešto niže i uže svetište. Pjevalište je smješteno u zapadnom dijelu i prema lađi se otvara segmentno zaključenim lukom. Vanjština crkve jednostavno je oblikovana. Arhitektonska dekoracija visećih arkadica i naglašena vertikalnost ukazuju na suvremeni rani historicizam, primijenjen na tradiciju prostornog oblikovanja baroknog klasicizma.

## Zaštita
Pod oznakom Z-2304 zavedena je kao nepokretno kulturno dobro - pojedinačno, pravnog statusa zaštićena kulturnog dobra, klasificirano kao "sakralna graditeljska baština".